# 4 ütem
A 4 ütem Sub Bass Monster Félre az útból című albumának második kislemezen kiadott dala. Szó szerint értelmezve a szövegét, a rapper a dalban csak a négyütemű motor működésén keresztül illusztrálja az élet dolgait, de néhány kifejezés (pl. "lenn tart", "bűvös levélke") mutatja, hogy nem pont erről van szó. A dal videóklipjében egy szobában ül az énekes egy egyszerű asztal, egy hűtő, illetve egy rádió mellett a kanapén, és rappelés közben a kenderszívást imitálja. A zene egy kissé átkomponált (remixelt) változata megtalálható az SBMX című remixalbumon.

## 4 ütem(Maxi-Single)
1. 4 ütem (radio edit) – 3:52
2. 4 ütem (remix) – 4:21
3. 4 ütem (Balage mix) – 5:58
4. 4 ütem (instrumental) – 4:53
5. 4 ütem (a capella) – 4:14
6. Pörög a fekete lemez (albumverzió) – 4:17